# Al-Rastan
Ar-Rastan (in arabo الرستن‎?) è una delle città più grandi del governatorato di Homs ed è situata a 20 km a nord della capoluogo Homs, ed a 22 km da Hama. Al-Rastan è pure una delle più antiche dighe del paese, che può contenere fino a 225 milioni di m³ del fiume Oronte. È pure il sito dell'antica città di Aretusa (greco antico: Ἀρέθουσα) o Ariste.

## Storia
Aretusa fu fondata da Seleuco I Nicatore, il fondatore della dinastia seleucide nel 3º secolo a.C. La maggior parte delle fonti concordano sul fatto che Seleuco l'abbia chiamata in onore della città di Aretusa nella Macedonia greca, ma altri sostengono che abbia preso il nome da una sorgente in Sicilia con lo stesso nome. 
Aretusa in nativo siriaco era chiamata Arastan, toponimo menzionato anche nel Concilio di Nicea I nel 325 d.C dove tra i suoi partecipanti ci fu il primo vescovo della diocesi di Aretusa Eustazio.
Il nome Arastan continuò ad essere utilizzato dagli abitanti indigeni, insieme ad Aretusa.